# Ker-Xavier Roussel

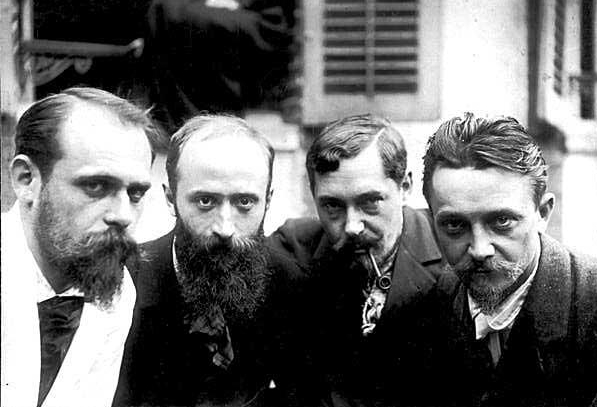
Van links naar rechts: Roussel, Édouard Vuillard, Romain Coolus en Félix Vallotton, 1899

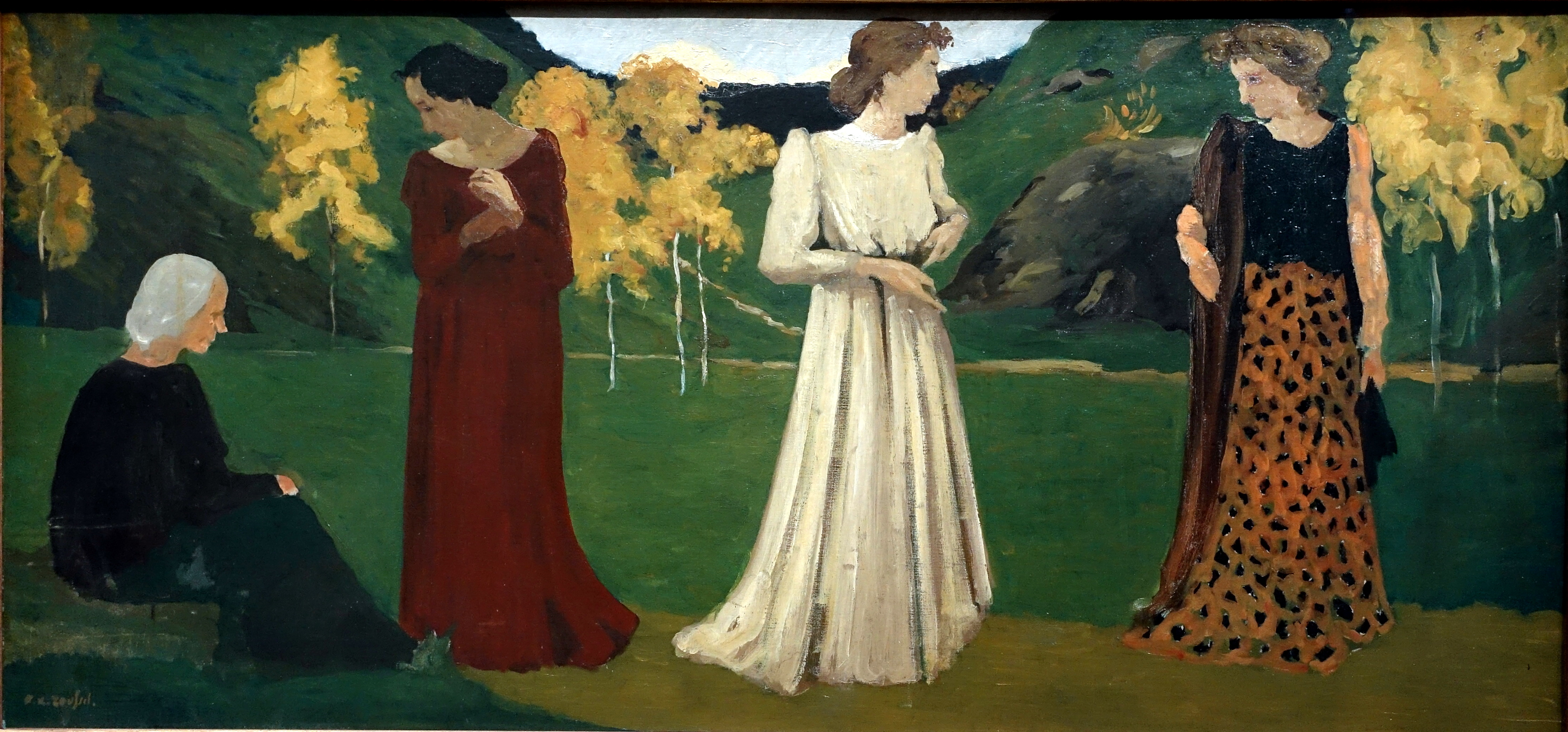
Les Saisons de la vie

Ker-Xavier Roussel (Lorry-lès-Metz, 10 december 1867 - L'Étang-la-Ville, 5 juni 1944) was een Frans kunstschilder. Hij behoorde tot de postimpressionistische kunstenaarsgroepering Les Nabis.

## Leven en werk
Roussel was de zoon van een arts en studeerde aan het Lycée Condorcet te Parijs. Daar leerde hij zijn levenslange vriend Édouard Vuillard kennen en al snel besloten ze allebei kunstschilder te worden. In 1888 ging hij naar de École des Beaux-Arts en later bezocht hij ook de Académie Julian, waar hij met Maurice Denis en een aantal anderen de postimpressionistische kunstenaarsgroepering Les Nabis oprichtte. Met Denis zou hij ook diverse reizen maken, onder andere naar Aix-en-Provence (waar hij Paul Cézanne ontmoette), Saint-Tropez (waar Paul Signac woonde), het Comomeer, Venetië en Milaan.
De stijl van Roussel is typerend voor Les Nabis, in de zin dat het erg expressief is, met een nadruk op het overbrengen van emotie. Zijn werk kenmerkt zich door een zekere vereenvoudiging, waarbij regelmatig realistische beeldfragmenten vervangen werden door individuele kleureninterpretaties. Thematisch koos hij vaak voor landschappen, vaak met bucolische en mythologische elementen. Hij maakte ook veel litho's en wanddecoraties.
Roussel was getrouwd met Marie Vuillard, de zus van Édouard. Hij overleed in 1944, 76 jaar oud. Diverse van zijn werken zijn te zien in het Musée d'Orsay.

## Galerie

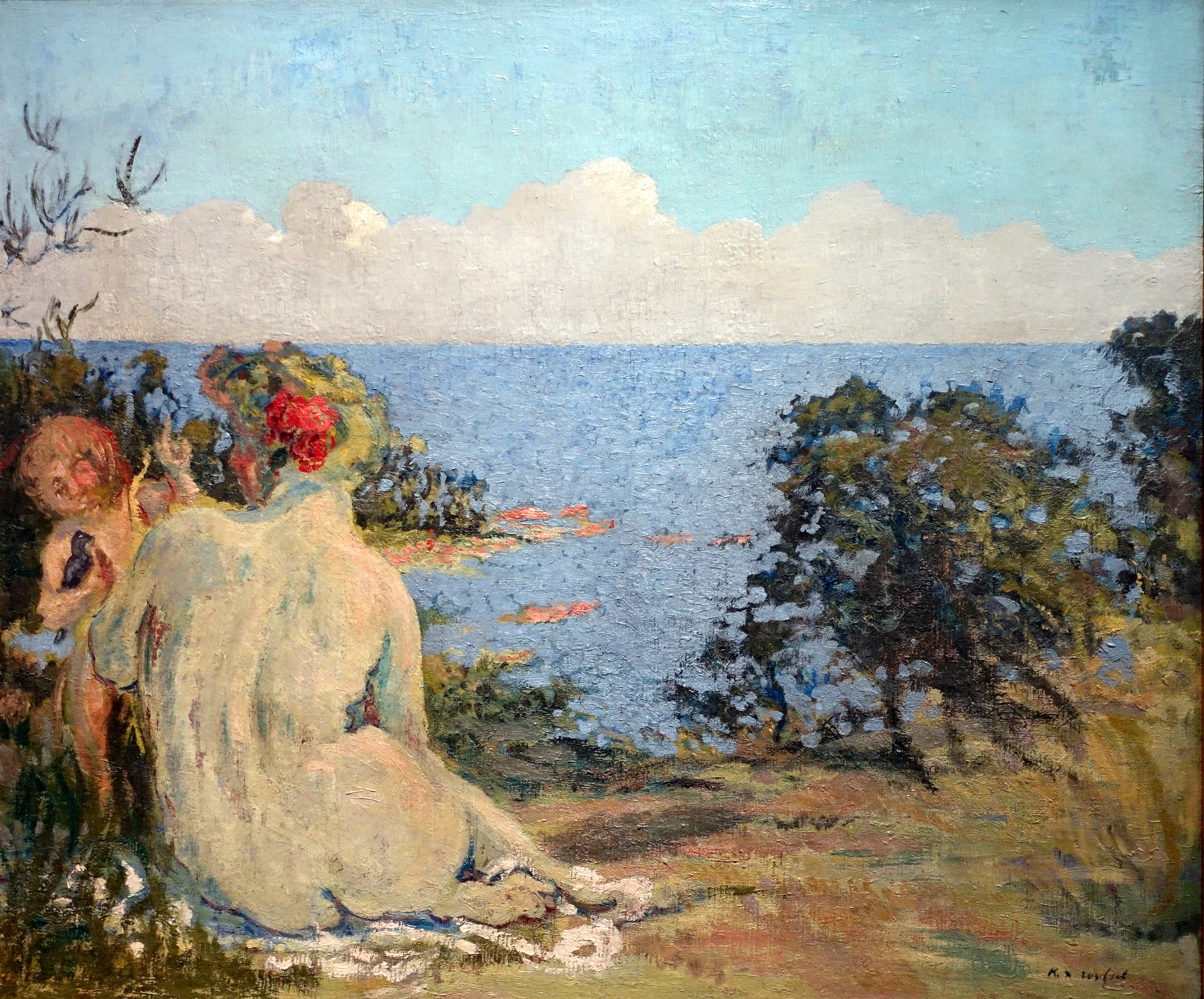
Vénus et l'Amour au bord de la mer
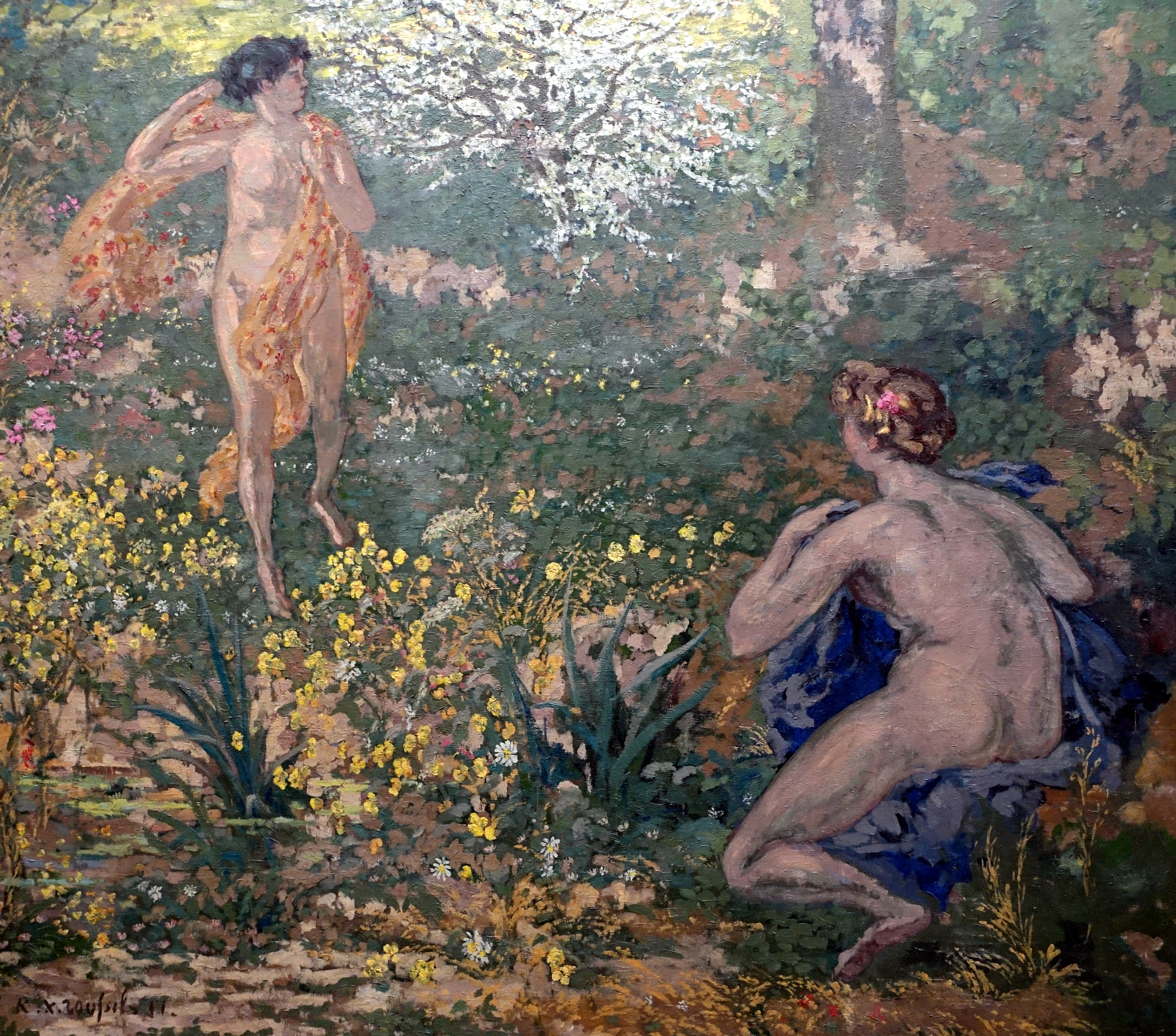
L'Enlèvement des filles de Leucippe
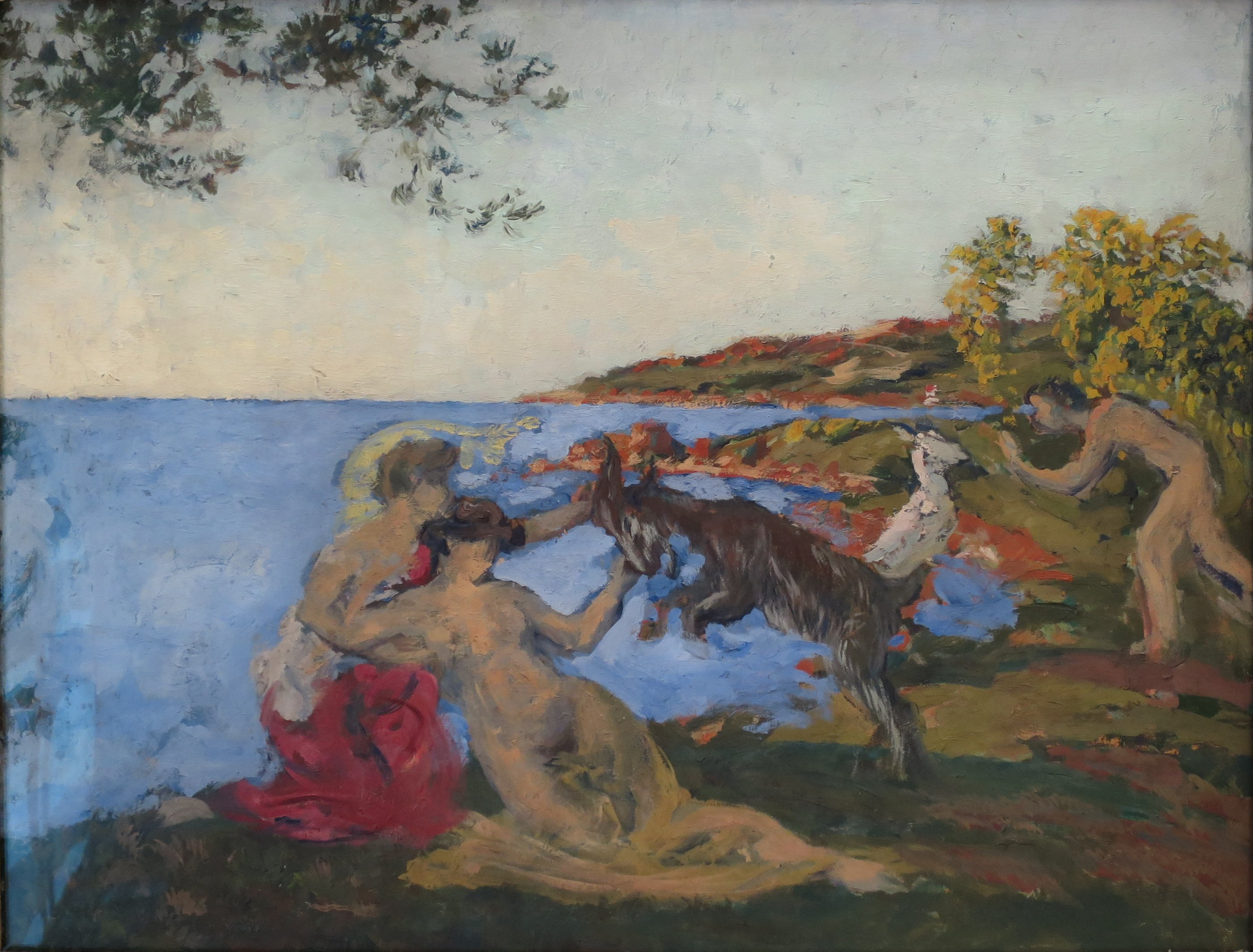
Sujet mythologique
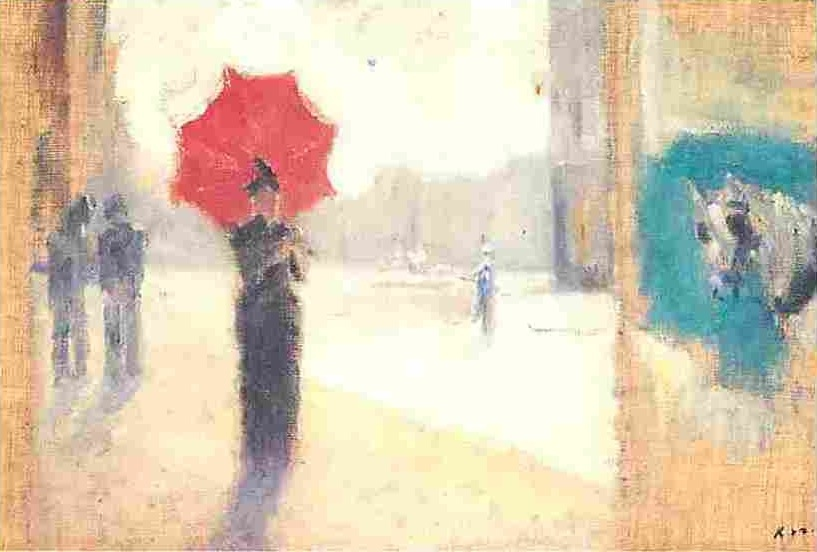
L'ombrelle rouge, coeur du Louvre